# 隠津島神社 (郡山市喜久田町堀之内)
隠津島神社（おきつしまじんじゃ）は福島県郡山市喜久田町堀之内、国道49号沿いに鎮座する神社。『延喜式神名帳』陸奥国安積郡に載る「隠津島神社」に比定される式内社論社で、旧社格は県社。

## 由緒
創建当時は街道が安積山の東を走り、その麓には安積沼と呼ばれる大きな沼が大海のように広がり、住民は点在する安根が島（安子ヶ島）、上伊豆島、下伊豆島といった島々に住んでいた。
隠津島もその一つで、当時、その周辺で獣害や干ばつに苦しんでいた人々を見て心を痛めた国主が斎場を隠津島に建て、武御雷之男神を奉斎して隠津島神社とし、世の平安と五穀豊穣を祈ったのが始まりと伝わる。

## 歴史
創建年は不明。豊前国宇佐より奉遷したとも言われる。
1643年（寛永20年）、会津藩主保科正之が神域7,513坪を寄進、以後、造営や修築は藩費で行なわれた。
1849年（嘉永2年）に火災があり、一部を残して多くの古文書等を焼失。
1869年（明治2年）、神祇伯資訓王親筆の奉額を賜る。
1879年（明治12年）、現在の社殿を建立。
1882年（明治15年）、陸軍大将有栖川宮熾仁親王親筆の奉額を賜る。
1898年（明治31年）、郷社から県社へ昇格。

## その他
- 拝殿内には三十六歌仙の36枚の絵馬が掲げられている（年代不詳）

## アクセス
- 磐越西線喜久田駅下車、徒歩15分
- 郡山駅8番バス乗り場より夏出行または熱海行バスで「釜場西」下車、徒歩6分
- 東北自動車道郡山ICから車で6分、駐車場あり